# Hissar
Hissar, anche noto come Tepe Hissar oppure Tappeh Hesār, è un sito archeologico dell'Iran nord-orientale, situato nei pressi dell'odierno villaggio di Heydarabad, appena a sud di Damghan, nella provincia di Semnan. Il sito è degno di nota per la sua ininterrotta storia occupazionale dal V al II millennio a.C. La quantità e l'elaboratezza dei suoi manufatti scavati e le usanze funerarie posizionano il sito in modo prominente come ponte culturale tra la Mesopotamia e l'Asia centrale.

## Archeologia
Complessivamente il sitocopre 200 ettari, compresi alcuni tumuli e diverse fortezze islamiche. Il tell principale ha un'estensione di 12 ettari. Il sito fu scoperto per la prima volta nel 1877 da Albert Houtum-Schindler e poi indagato nel 1931 e 1932 da Erich Schmidt, per conto del Museo dell'Università della Pennsylvania. Nel 1972 è stato effettuato un rilievo superficiale, mentre nel 1976 è stato eseguito un progetto di revisione degli studi, utilizzando moderni metodi di valutazione stratigrafica, analisi tipologica della ceramica e datazione al radiocarbonio, a cura del Museo dell'Università della Pennsylvania, dell'Università di Torino e dell'Iran Center for Archaeological Ricerca. Nel 1995, Esmaiil Yaghmaii ha condotto uno scavo di salvataggio, a causa di una linea ferroviaria che attraversava il centro del sito, seguito da sondaggi areali nel 2006.

## Periodizzazione
L'occupazione umana è stata suddivisa in tre periodi principali (I, II e III).

### Calcolitico
La prima datazione è incerta ma stabilita dopo il 5000 a.C. nel periodo calcolitico. Questo periodo (Hissar IA e IB) è caratterizzato da edifici in mattoni crudi e ceramiche fatte a mano (IA) e finemente lavorate a ruota (IB), decorate con motivi geometrici, vegetali e animali. Le forme più diffuse sono rappresentate da coppette, ciotole e vasi.

### Antico Bronzo
Nel secondo periodo (Hissar IIA e IIB), datato tra il IV millennio a.C. e l'inizio del III, diventa predominante la ceramica brunita grigia e il gran numero di grani di lapislazzuli e reperti di alabastro, nonché le testimonianze di grandi produzioni in scala di leghe a base di rame e piombo-argento, suggerisce che il sito svolgesse un ruolo molto importante nel commercio e nell'esportazione di manufatti in metallo e pietre semipreziose dalle cave dell'Asia centrale alla Mesopotamia e all'Egitto.

### Medio Bronzo
Il terzo periodo di sviluppo (Hissar IIIA, IIIB e IIIC, cronologicamente attribuito alla seconda metà del III millennio a.C. e all'inizio del II (età del bronzo), può essere descritto come una fase protourbana, caratterizzata principalmente da una maggiore ricchezza, la concentrazione demografica, la produzione in serie di vasellame e la costruzione di grandi edifici pubblici e cerimoniali. Il ritrovamento di sepolture di massa e di individui che mostrano segni di violenza è stato interpretato come dovuto a guerra o violenza interpersonale.
Esiste una notevole continuità culturale dai primi insediamenti del periodo Cheshmeh Ali in Iran e nel successivo periodo Hissar.
Nel periodo Hissar IIIB è degno di nota l'edificio bruciato. È stato variamente interpretato per la ricchezza del suo contenuto e per la presenza di corpi umani bruciati e punte di freccia in selce. Dapprima interpretato come una fortificazione, il ritrovamento di un piccolo altare del fuoco suggerisce che potrebbe trattarsi di un santuario (Dyson e Remsen 1989).
Cambiamenti significativi avvennero alla fine del III millennio a.C. L'architettura ben pianificata del periodo Hissar IIIB fu abbandonata e sostituita dalle strutture mal organizzate del periodo Hissar IIIC, disposte senza tener conto della pianta dell'insediamento precedente. Inoltre, si possono citare le prime apparizioni di sepolture veramente elitarie, come quelle dei cosiddetti “Guerrieri”, del “Sacerdote” e della “Bambina”, alcune delle quali contenevano elementi riconducibili al complesso archeologico battriano-margiano come pietre scanalate colonne.

## Agricoltura

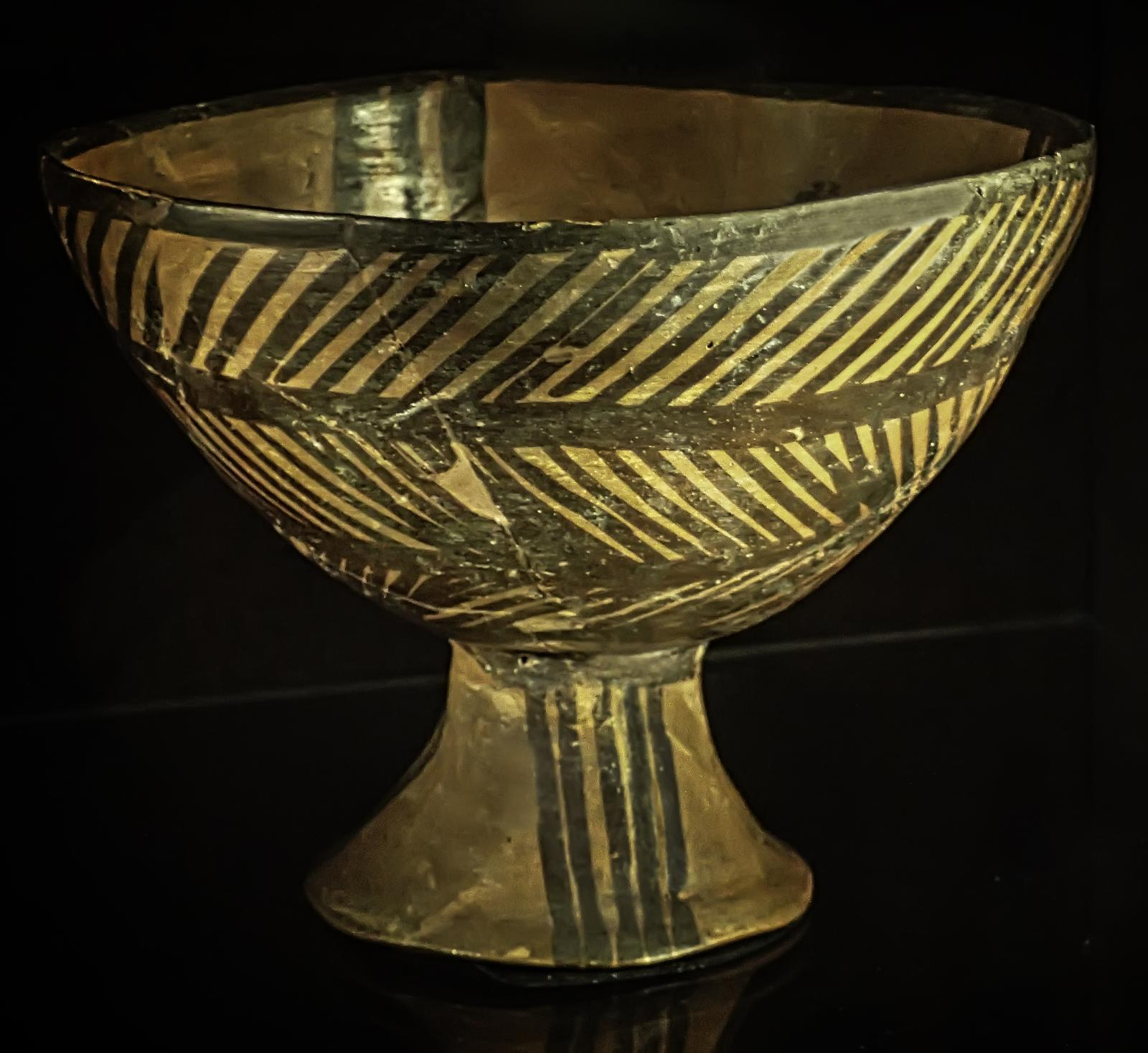
Vaso in ceramica dipinta provenienti dal sito di Hissar, 4000 a.C.

L'economia di sussistenza era basata sull'agricoltura. Da Hissar II in poi i resti vegetali indicano «un sistema agricolo basato sui cereali [glume e frumenti da trebbiatura libera, orzo nudo e decorticato] e l'utilizzo delle risorse vegetali frutticole locali [olivo, vite]». Erano presenti anche semi di lenticchie, piselli e legumi. Le figurine di animali (bovini, caprini e ovini) indicano attività di pastorizia.
Nel 1931-32 EF Schmidt registrò circa ottocento sepolture, di cui solo alcune sono state completamente descritte e pubblicate: 33 per il periodo Hissar I, 24 per Hissar II e 38 per Hissar III. La maggior parte delle tombe è rappresentata da sepolture individuali in fosse semplici, con lo scheletro adagiato su un fianco, in posizione flessa e il cranio orientato verso est e nord-est. Sono attestate alcune tombe collettive e nel 1931 sono state rinvenute quattro ricche tombe del periodo Hissar IIIC.

## Metallurgia
La presenza di specialisti a tempo pieno sembra essere attestata già nel primo periodo calcolitico. Per quanto riguarda la produzione del metallo, già nel periodo Hissar I si fabbricavano sia armi (pugnali, lame di coltelli, punte di frecce) che altri strumenti (spilli, chiodini, punte e aghi).
A Hissar II e III i manufatti in rame aumentano in qualità e varietà e comprendono ornamenti personali (orecchini, ciondoli, braccialetti, fasce), strumenti e armi (bidenti, lance, zappe, scalpelli, teste di mazza) e oggetti di lusso (recipienti, specchi, scatole e perni e aste finemente fusi).
L'importante sito di Tureng Tepe si trova nella stessa zona dell'Iran, e presenta alcuni parallelismi con Hissar.
Un sito correlato di Shir Ashian Tepe si trova a circa 20 km a sud-ovest di Hissar; ha contribuito a chiarire la cronologia di Hissar.

## Galleria d'immagini

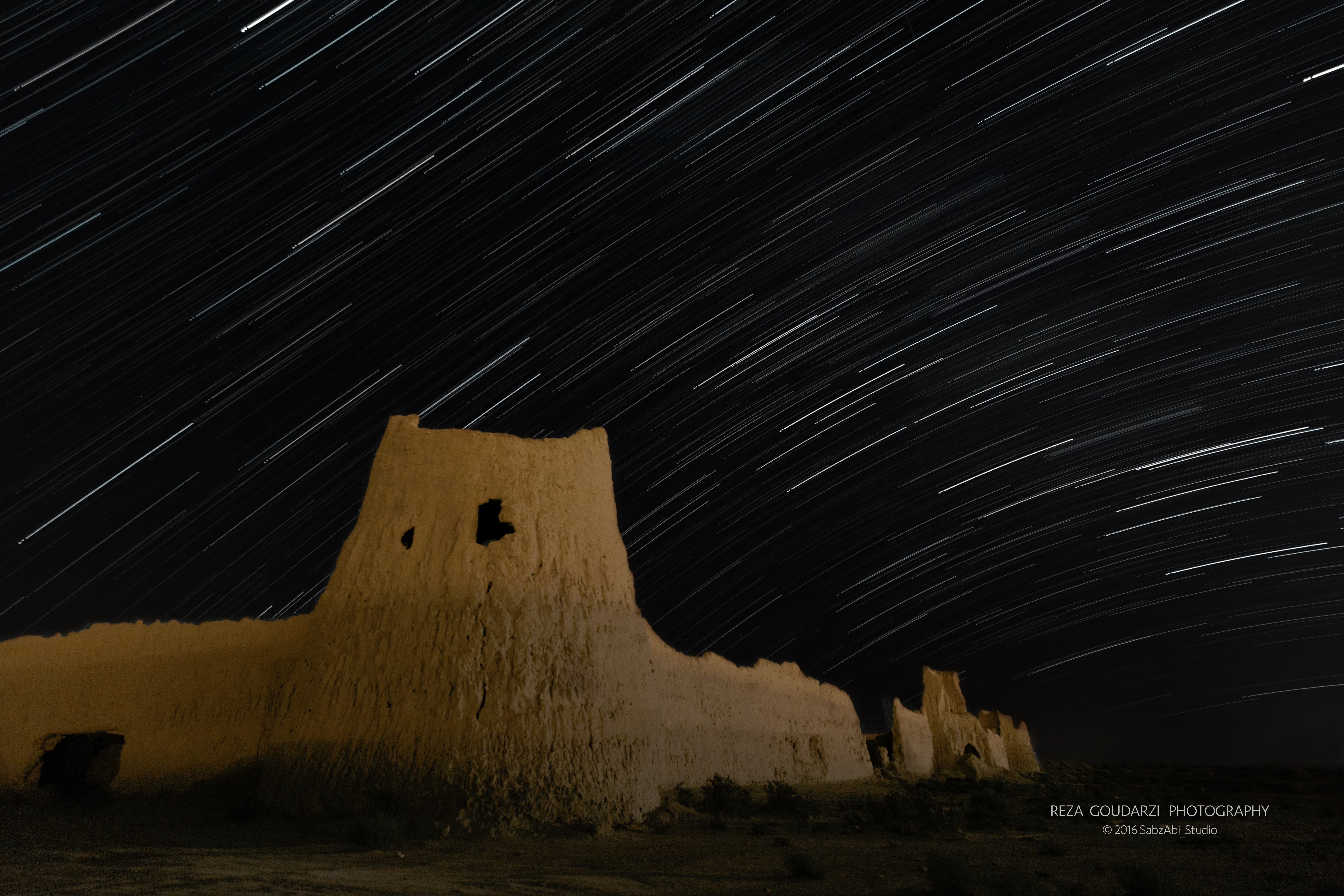
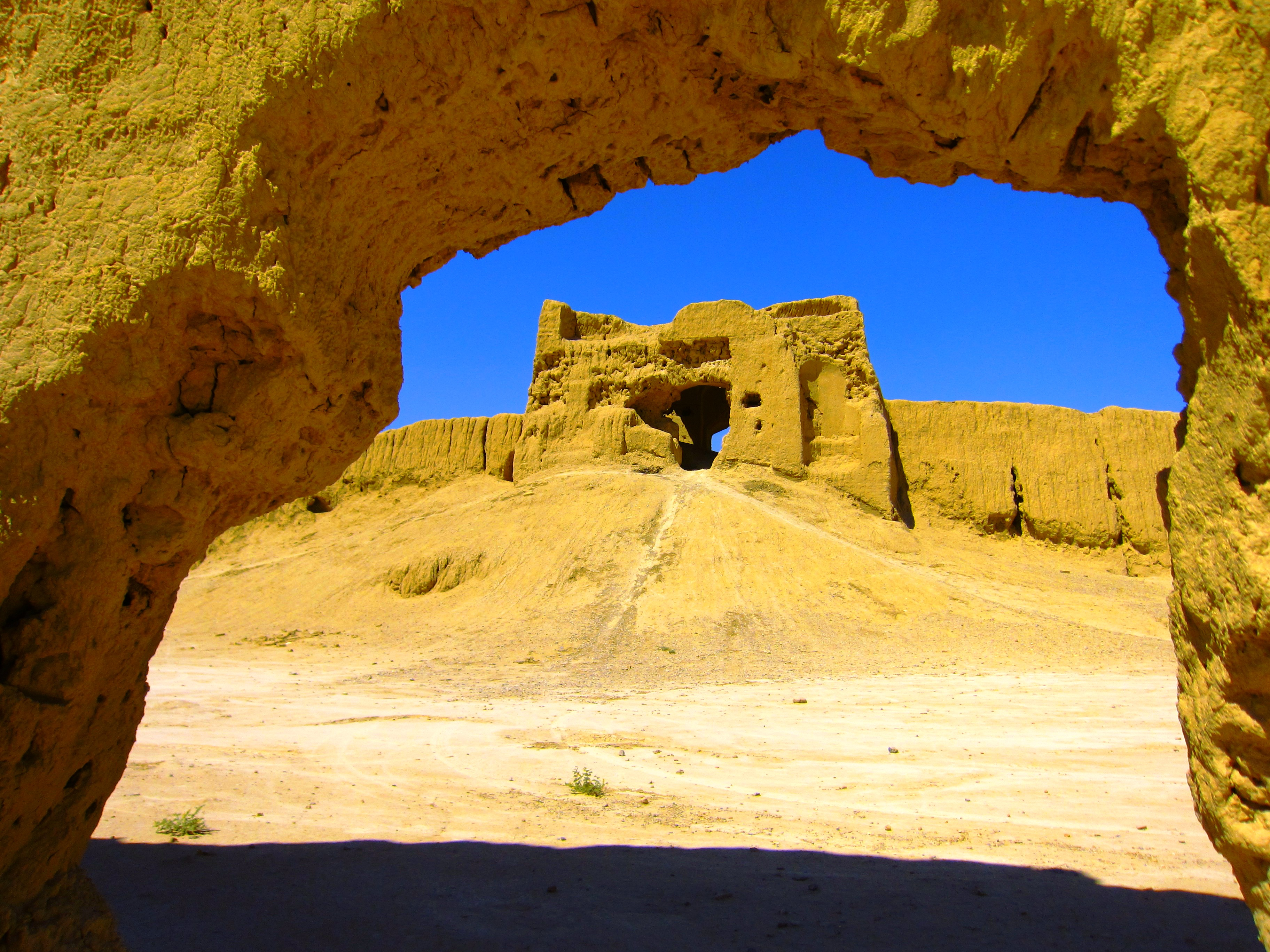
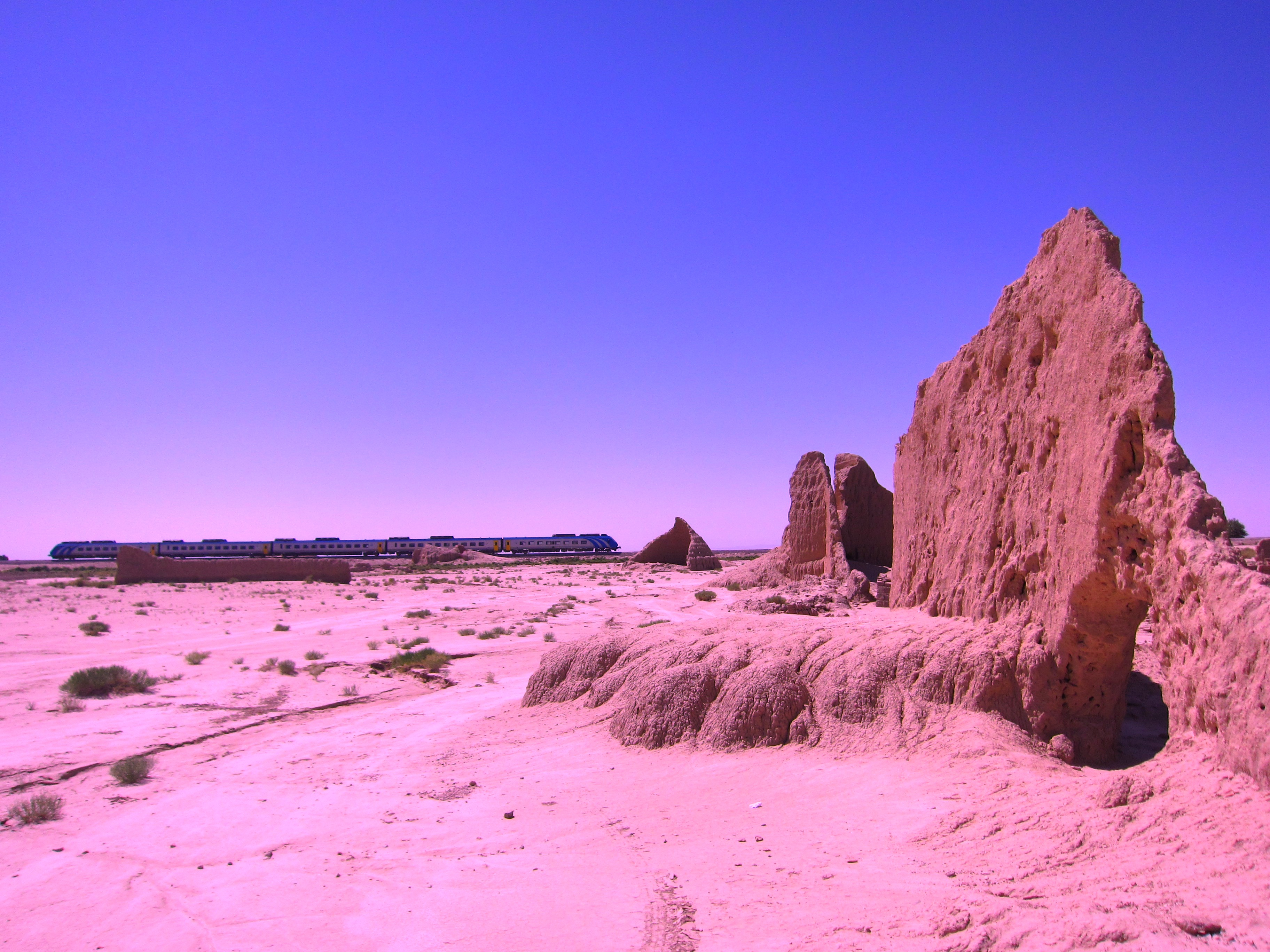
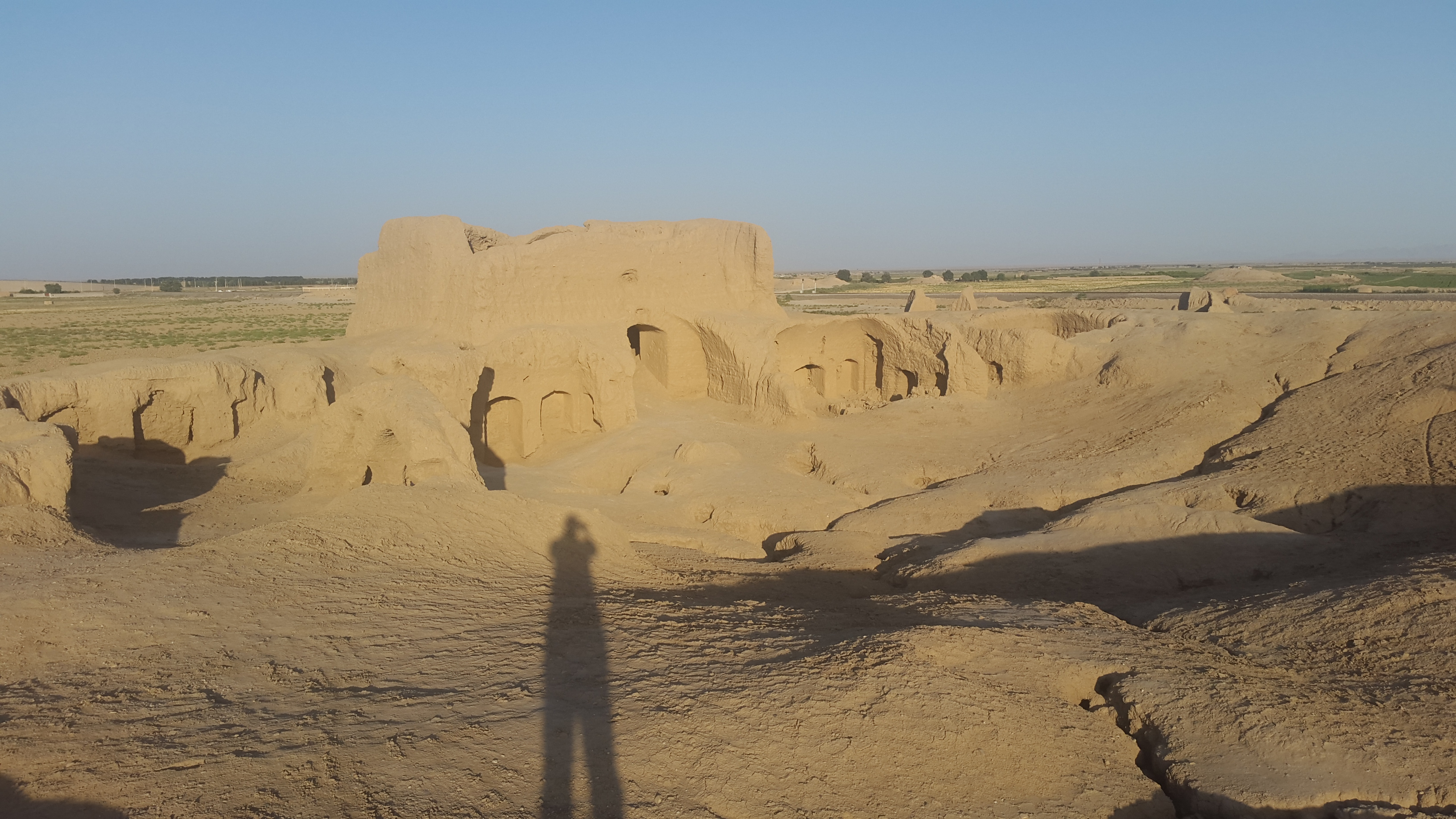
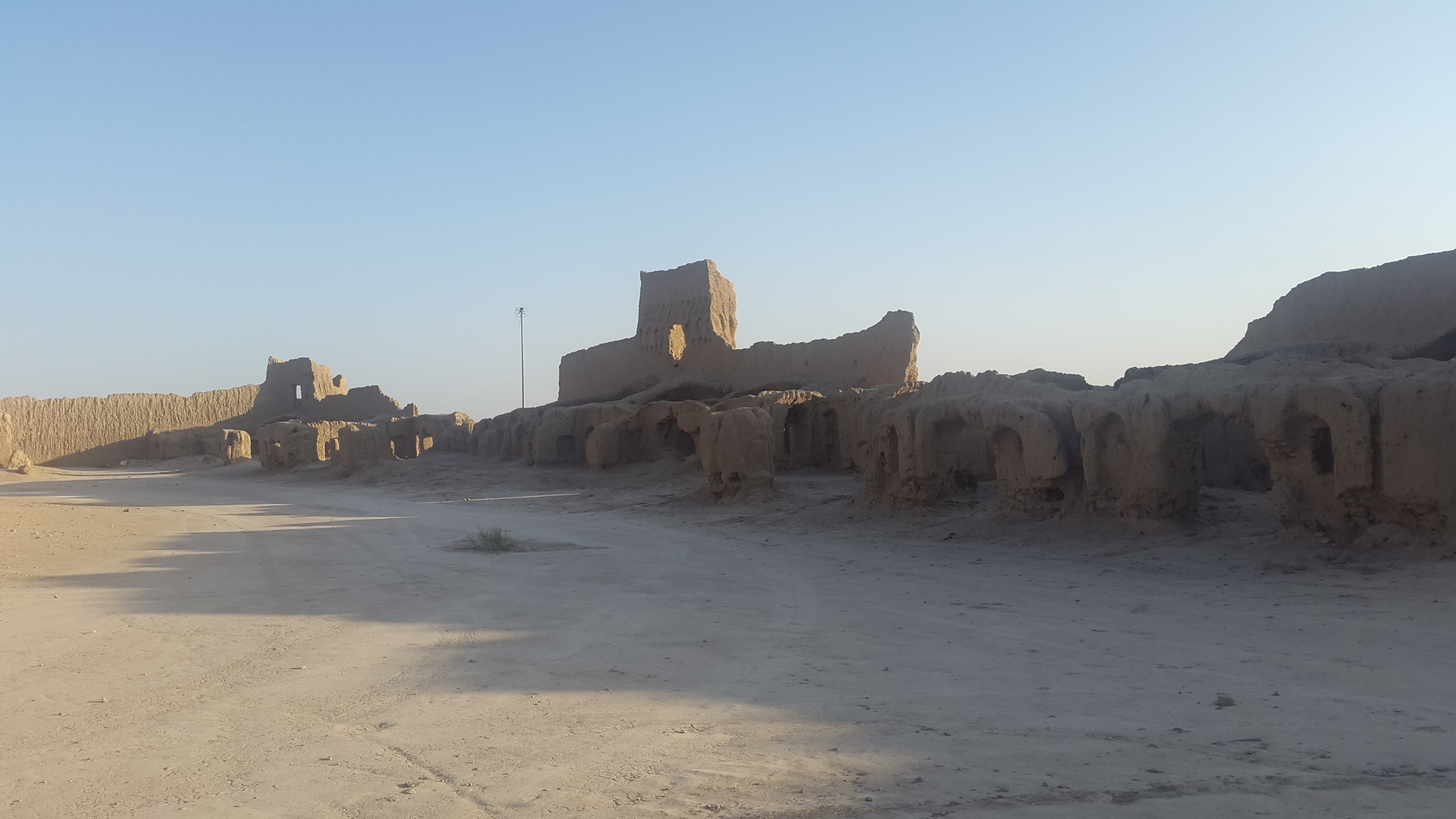
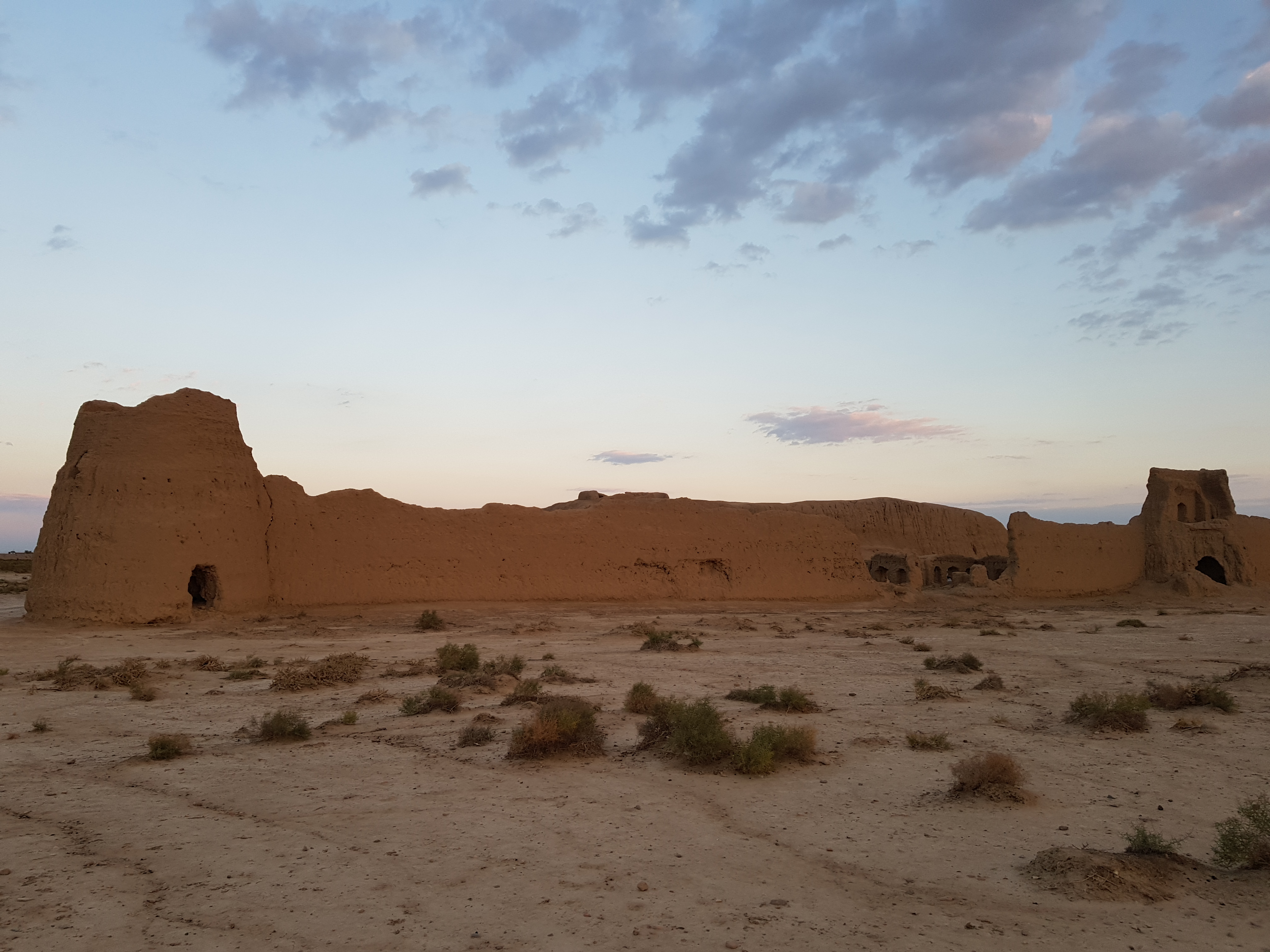
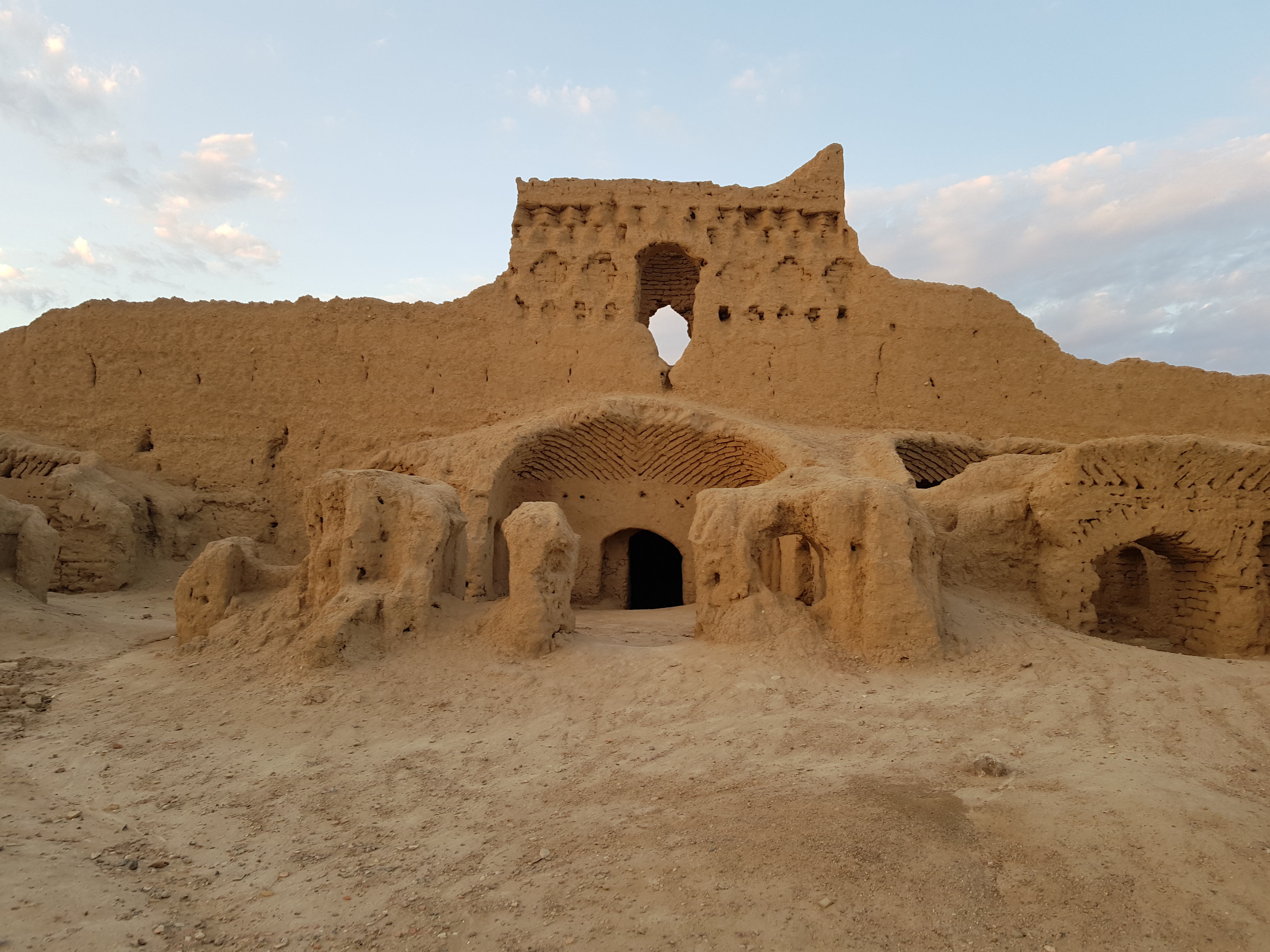